# Estación de Cunit
Estación de Cunit vasútállomás Spanyolországban, Cunit településen a Madrid–Barcelona-vasútvonalon. Része Barcelona elővárosi vasúti közlekedésének, a Rodalies Barcelonának.

## Kapcsolódó állomások
A vasútállomáshoz az alábbi állomások vannak a legközelebb:
- Estación de Cubellas (Barcelona-Estación de Francia, líne R2 sud)
- Estación de Segur de Calafell (Estació de Sant Vicenç de Calders, líne R2 sud)